# Синхротронне випромінювання

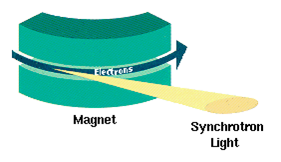
Схематична діаграма утворення синхротронного випромінювання при закручуванні зарядженої частинки в полі магніту.

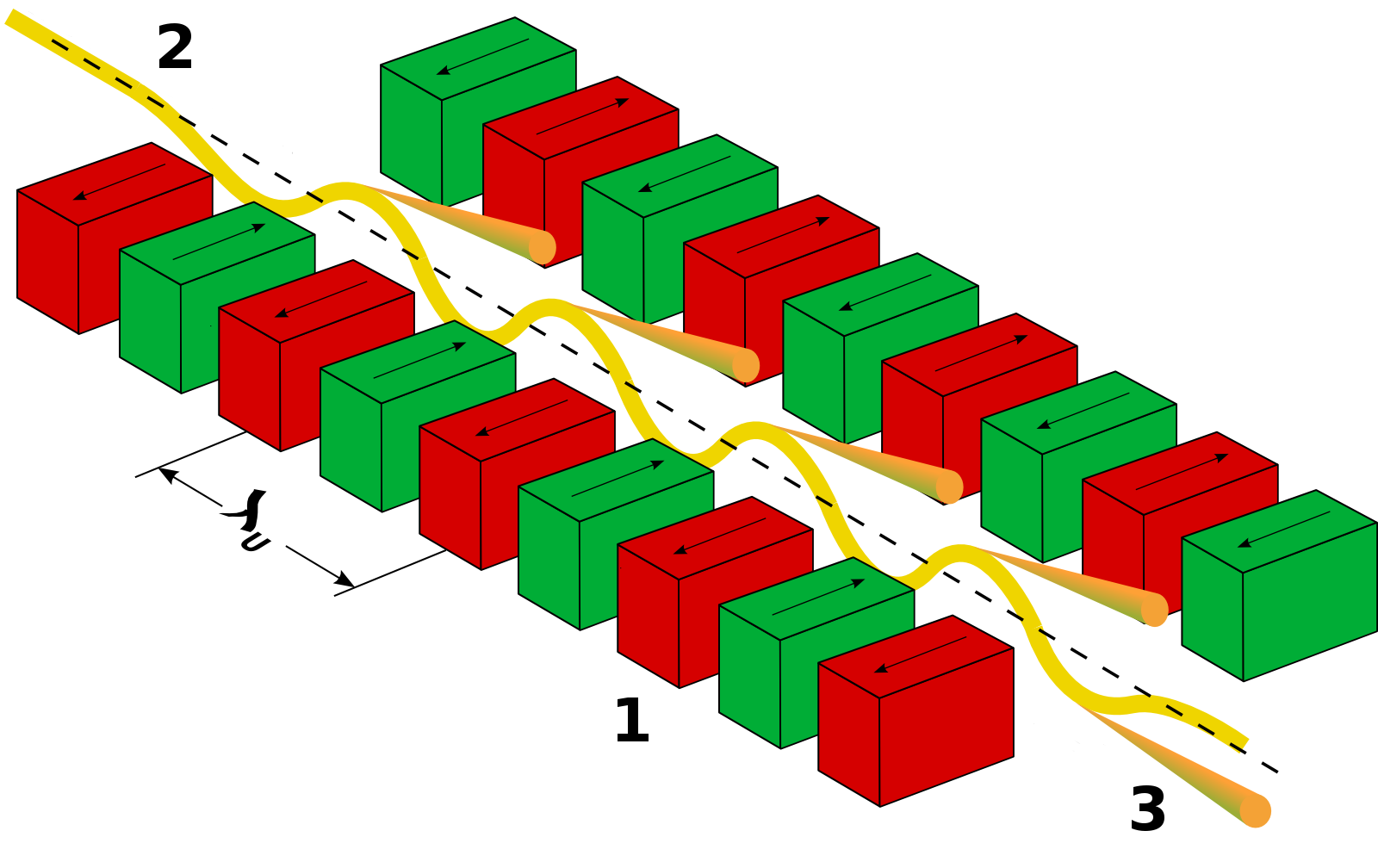
Схема утворення синхротронного випромінювання в ондуляторі.

Синхротро́нне випромі́нювання — випромінювання електромагнітних хвиль релятивістськими зарядженими частинками, що рухаються криволінійною траєкторією, тобто мають складову прискорення, перпендикулярну швидкості. 
Синхротронне випромінювання виникає в синхротронах, накопичувальних кільцях прискорювачів, при русі заряджених частинок через ондулятор (останнє, разом з іншими випадками, коли частинка рухається у змінному магнітному полі, іноді виділяють в окремий тип — ондуляторне випромінювання, або згибне випромінювання). Частота такого випромінювання може охоплювати дуже широкий спектральний діапазон, від радіохвиль, до рентгенівського випромінювання.
Завдяки синхротронному випромінюванню прискорювачі заряджених частинок стали використовуватися як потужні джерела світла, особливо в тих частотних діапазонах, де створення інших джерел, наприклад, лазерів, пов'язано з труднощами.
Поза земними умовами синхротронне випромінювання утворюється деякими астрономічними об'єктами (наприклад, нейтронними зорями, лацертидами). Воно має особливий, нетепловий частотний розподіл та особливості поляризації.

## Відмінності від циклотронного випромінювання
Синхротронне випромінювання — частковий випадок магнітогальмівного випромінювання. Магнітогальмівне випромінювання нерелятивістських заряджених частинок називають циклотронним. Особливістю синхротронного випромінювання є те, що воно, переважно, розповсюджується в напрямку руху електрона, тобто, по дотичній до траєкторії його руху («прожекторний ефект»), тоді як циклотронне випромінення розповсюджується по всій площині, перпендикулярній до траєкторії руху. Через ефект Доплера, його частота є значно вищою ніж у циклотронного (іншим аспектом зміщення є те, що лінії високих гармонік спектру знаходяться дуже близько, тому він майже неперервний, на відміну від циклотронного). Також, синхротронне випромінювання сильно поляризоване.

## Властивості

### Інтенсивність
Загальна інтенсивність магнітогальмівного випромінювання при русі зарядженої частинки по колу в магнітному полі дається формулою
{\displaystyle I={\frac {2e^{4}B^{2}v^{2}}{3m^{2}c^{5}(1-v^{2}/c^{2})}}},
де {\displaystyle I} — інтенсивність, {\displaystyle e} — електричний заряд частинки, {\displaystyle m} — її маса, {\displaystyle v} — швидкість, {\displaystyle B} — магнітна індукція, {\displaystyle c} — швидкість світла.
У релятивістському випадку, коли швидкість частинки близька до швидкості світла, знаменник швидко зростає, й інтенсивність синхротронного випромінювання стає пропорційною квадрату енергії, на відміну від пропорційності енергії для нерелятивістського циклотронного випромінювання:
{\displaystyle I={\frac {2e^{4}B^{2}v^{2}}{3m^{2}c^{3}}}\left({\frac {E^{2}}{mc^{2}}}\right)},
де E — енергія частинки.
У випадку електрона, за один оберт випромінюється енергія {\displaystyle \Delta E=88{\frac {E^{4}}{R}}}, де енергія вимірюється в ГеВ, а радіус траєкторії — в метрах.

### Кутовий розподіл

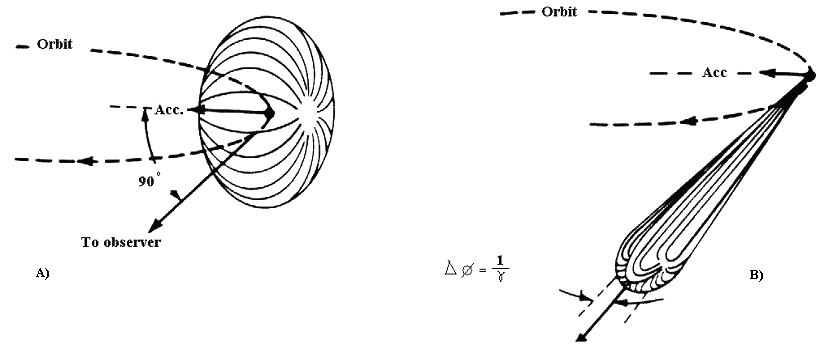
Порівняння розповсюдження циклотронного і синхротронного випромінювання

Синхротронне випромінювання дуже анізотропне. При русі частинки по колу в прискорювачі воно в основному зосереджене в площині орбіти, при застосуванні ондулятора — спрямоване в основному вперед у напрямку руху частинки. Кутове відхилення не перевищує
{\displaystyle \Delta \theta ={\frac {mc^{2}}{E}}},
де {\displaystyle E} — енергія частинки({\displaystyle E\gg mc^{2}} для ультрарелятивістських частинок).
Для прикладу, електрон з енергією 2 ГеВ випромінює в конусі з кутом при вершині 50 кутових секунд.

### Спектр

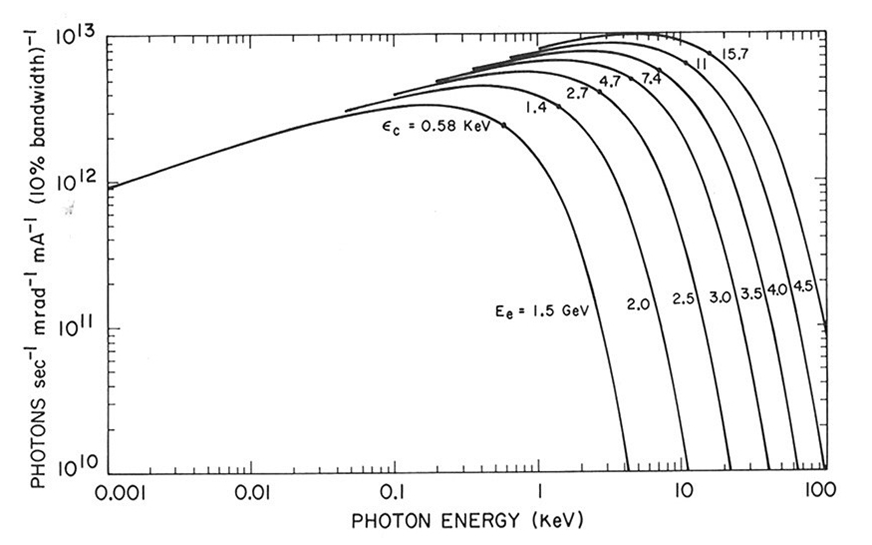
Спектр синхротронного випромінювання (логаріфмічна шкала)

Частотний спектр випромінювання є лінійчастим, з частотами {\displaystyle \omega _{H}(n+1/2)}, де {\displaystyle \omega _{H}} — частота обертання частинки (циклотронна частота), проте максимум випромінювання припадає на високі гармоніки:
{\displaystyle \omega _{max}=\omega _{H}\gamma ^{3}}, де {\displaystyle \gamma =\left({\frac {E}{mc^{2}}}\right)},
де лінії спектру розташовані дуже густо, тому можна казати про квазінеперервність спектру.
Загальна формула, що виражає інтенсивність випромінювання залежно від частоти, така:
{\displaystyle dI={\frac {{\sqrt {3}}e^{3}B}{2\pi mc^{2}}}{\frac {\omega }{\omega _{c}}}\int _{\omega /\omega _{c}}^{\infty }K_{5/3}(\eta )\,d\eta },
де критична частота дорівнює
{\displaystyle \omega _{c}={\frac {3eB}{2mc}}\left({\frac {E}{mc^{2}}}\right)^{2}}
а {\displaystyle K_{\nu }(\eta )} — функція Макдональда (модифікована функція Бесселя другого роду)
У випадку, коли n значно менше {\displaystyle \gamma ^{3}}, інтенсивність випромінювання дорівнює
{\displaystyle I_{n}=0,52{\frac {e^{4}B^{2}}{m^{2}c^{3}}}\gamma ^{2}n^{1/3}},
а у випадку значно більших n:
{\displaystyle I_{n}={\frac {e^{4}B^{2}n^{1/2}}{2{\sqrt {\pi }}m^{2}c^{3}}}\gamma ^{5/2}\exp \left[{-{\frac {2}{3}}n\gamma ^{3}}\right]}

### Імпульсність
Сторонній спостерігач бачить випромінювання лише коли частинка рухається прямо на нього. Через це він не може сприймати його весь час, але фіксує окремі імпульси з частотою, що дорівнює частоті обертання частинки. Тривалість кожного імпульсу дорівнює:
{\displaystyle \tau ={\frac {R}{2\gamma ^{3}c}}}
у випадку, якщо спостерігач перебуває в площині обертання частинки.

### Поляризація
Випромінювання лінійно поляризоване у площині обертання частинки. Випромінювання, що спрямоване вище або нижче площини обертання є право- і лівоеліптично поляризованим відповідно. Випромінювання, що спрямоване перпендикулярно до площини обертання має кругову поляризацію, проте інтенсивність випромінювання на великих кутах спадає експоненційно.

## Історія
У 1895 році Вільгельм Конрад Рентген відкрив випромінювання, назване пізніше його іменем. У 1897 році Джозеф Томсон відкрив електрон. Того ж року Джозеф Лармор показав, що частинки що прискорюються випромінюють електромагнітні хвилі, а вже у 1898 році Альфред-Марі Ліенар описав випромінювання частинки, що рухається по колу — прообраз синхротрона.
У 1907 році Джордж Шотт, розробляючи теорію спектрів, вивів формули, що описували випромінювання електрона при обертанні на релятивістських швидкостях. На жаль, у своїй роботі Шотт не враховував квантові ефекти, тому вона не була придатна для основної своєї цілі — пояснення атомних спектрів, а тому не стала відомою, проте формули кутового розподілу випромінювання виявилися вірними для випадку макроскопічного обертання.
У 1944 році Дмитро Іваненко і Ісак Померанчук а також, незалежно від них, Джуліан Швінгер вивели рівняння, що описують випромінювання частинок у бетатроні і визначили максимальну енергію, що може бути досягнена в ньому. У 1946 році експерименти Джона Блюітта підтвердили їх висновки по втраті енергії електронами у бетатроні, проте безпосередньо випромінювання не було зафіксовано, оскільки не було враховано зміщення спектру випромінювання у область високих частот.
27 квітня 1947 року Герберт Полок, Роберт Ленгмюр, Франк Елдер і Анатолій Гуревич, працюючи з синхротроном у лабораторії General Electric у Скенектаді, штат Нью-Йорк, через прозоре вікно, що було зроблено у кожусі синхротрона для спостереження за можливими проблемами з електрообладнанням, помітили видиме світло, що випромінювалося пучком електронів. Це явище було неочікуванним і було помічено випадково. Після дослідження його співвіднесли з передбаченим Померанчуком і Іваненко випромінюванням релятивістських електронів.
У 1949 році Джон Болтон зафіксував синхротронне випромінювання від деяких астрономічних об'єктів (Крабоподібна туманність, галактика Центавр A, та інші).

#### Друге покоління

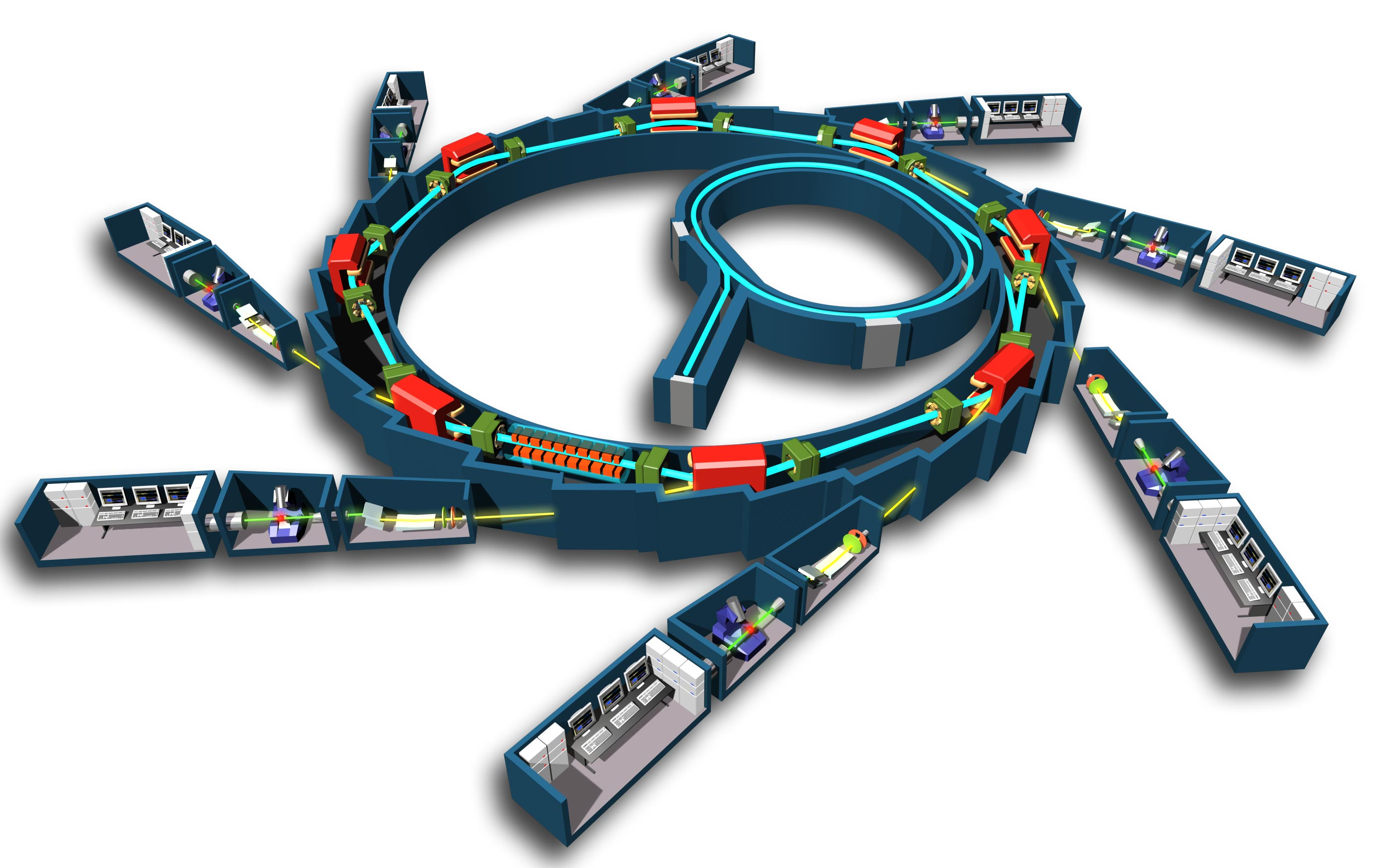
Схема синхротрона. Кожен відрізок, на якому відбувається поворот пучка, суміщений із вікном, через яке виходить випромінювання